# Payandeh Bada Iran
Payandeh Bada Iran – hymn Iranu w latach 1980–1990, skomponował go Abolghasem Halat. Hymn opiewał osiągnięcia rewolucji islamskiej. Po śmierci Ruholaha Chomejniego w 1989 roku ogłoszono konkurs na nowy hymn państwowy, którym został utwór "Sorude Mellije Dżomhurije Eslamije Iran" przyjęty w 1990 roku.
Słowa hymnu
شد جمهوری اسلامی به پا

که هم دین دهد هم دنیا به ما

از انقلاب ایران دگر

کاخ ستم گشته زیر و زبر

تصویر آینده ما, نقش مراد ماست

شور سلحشوری ما, ایمان و اتحاد ماست

شام سیاه سختی گذشت

خورشید بخت ما تابنده گشت

یاریگر ما دست خداست

ما را در این نبرد او رهنماست

در سایه قرآن جاودان

پاینده بادا ایران